# Eupithecia glaisi
Eupithecia glaisi là một loài bướm đêm trong họ Geometridae.